# Coelorinchus quadricristatus
Coelorinchus quadricristatus är en fiskart som först beskrevs av Alcock, 1891.  Coelorinchus quadricristatus ingår i släktet Coelorinchus och familjen skolästfiskar. Inga underarter finns listade i Catalogue of Life.